# Postua
Postua là một đô thị ở tỉnh Vercelli trong vùng Piedmont thuộc Ý, có cự ly khoảng 80 km về phía đông bắc của Torino và khoảng 45 km về phía tây bắc của Vercelli. Tại thời điểm ngày 31 tháng 12 năm 2004, đô thị này có dân số 568 người và diện tích là 16,6 km².
Postua giáp các đô thị: Ailoche, Borgosesia, Caprile, Guardabosone, Scopa, và Vocca.